# Ковшовый погрузчик
Ковшо́вый погру́зчик — вид погрузчика, в котором рабочим органом служит ковш.
Применяются для погрузки сыпучих материалов и выполнения несложных землеройных операций. Ковшовые погрузчики могут иметь множество разновидностей, но широкое распространение получили лишь три:
- Фронтальный погрузчик — основной тип ковшового погрузчика с конца XX века;
- Перекидной погрузчик (погрузчик-бульдозер, устар. «{{{1}}}» мехлопата, мехсовок) — предшественник современного фронтального погрузчика, для разгрузки ковш поднимался выше кабины и «перекидывался» через машину;
- Боковой погрузчик (буртовый погрузчик) - ковш расположен сбоку от машины, предназначен для формирования и расформирования протяженных буртов;

В классе легких машин распространен также:
- Универсальный погрузчик, рабочее оборудование которого позволяет в условиях эксплуатации осуществлять переналадку для работы по различным схемам. В СССР был такое погрузочное оборудование выпускалось для колёсных тракторов типа "Беларусь" под обозначениями ПКУ-0,8 (погрузчик-копновоз универсальный), а также КУН (копновоз универсальный навесной).

Рабочий цикл ковшового погрузчика состоит из следующих операций:
- перемещение погрузчика к забою с одновременным опускание ковша;
- внедрение ковша в материал за счёт усилия, создаваемого тягой базовой машины (трактора);
- подъём ковша и транспортирование материала к месту разгрузки;
- разгрузка (наиболее часто — поворотом/опрокидыванием ковша).

Ковшовые погрузчики изготавливают на пневмоколёсном и гусеничном ходу.
Часто погрузчики оснащаются, помимо основного рабочего органа (ковша), экскавационным оборудованием, бульдозерными отвалами, скреперным оборудованием и др.
Грузозахватное приспособление для тракторного ковшового погрузчика